# 约阿希姆·施普雷姆贝格
约阿希姆·施普雷姆贝格（德語：Joachim Spremberg，1908年11月3日—1975年7月16日），德国男子赛艇运动员。他曾代表德国参加1932年夏季奥林匹克运动会赛艇比赛，获得男子四人单桨有舵手金牌。